# Cotesia santolinae
Cotesia santolinae är en stekelart som först beskrevs av Oltra 1995.  Cotesia santolinae ingår i släktet Cotesia och familjen bracksteklar. Inga underarter finns listade i Catalogue of Life.